# Oreodera tuberculifera
Oreodera tuberculifera är en skalbaggsart som beskrevs av Maria Helena M. Galileo och Martins 2007. Oreodera tuberculifera ingår i släktet Oreodera och familjen långhorningar. Inga underarter finns listade i Catalogue of Life.